# Garudinia biplagiata
Garudinia biplagiata är en fjärilsart som beskrevs av George Francis Hampson 1896. Garudinia biplagiata ingår i släktet Garudinia och familjen björnspinnare. Inga underarter finns listade i Catalogue of Life.